# Francisco José Palazón Pons
Francisco José Palazón Pons (Petrel, Comunidad Valenciana, 19 de marzo de 1981) es un torero español conocido como Francisco José Palazón en los carteles taurinos.

## Biografía
Hijo de Francisco Palazón Garijo y de María Magdalena Pons Gil. Estudió en el Colegio Público Rambla Dels Molins, hizo formación profesional en ILS La Torreta, trabajó en el calzado. Los primeros pasos los dio junto al torero de Villena, Paco Medina, que le enseñó a manejar los trastos y le inculco el concepto de toreo que ha desarrollado. Combinaba sus estudios profesionales con la escuela taurina. Fue nombrado director de la Escuela Municipal Taurina de Alicante en septiembre del 2020.

## Torero
Inició su andadura como alumno de la Escuela Taurina Municipal de Alicante con 13 años en 1994, donde pronto dejó claro que el suyo es un concepto de toreo distinto, basado principalmente en el clasicismo y la quietud. Es un torero con una  personalidad muy acusada. Como becerrista su primera actuación vestido de luces fue en el pueblo albaceteño de Minaya el 2 de noviembre del año 1996 y como novillero sin caballos lo hizo en Alicante el 31 de julio de 1999. Debutó con picadores el 3 de marzo de 2001 en Elda, para estoquear un encierro de Alicia y César Chico junto a Leandro y Jorge Ibáñez como compañeros de terna. Esa tarde cortó una oreja de cada novillo de su lote.
Fue apoderado por José Maguilla “El Gallo” junto con Gonzalito (el fiel mozo de espadas de Curro Romero) durante toda su época de novillero hasta que tomo la alternativa. La temporada del 2005 se hizo cargo de su carrera el francés Lionel Buison. A partir de marzo del 2006 se hizo cargo de su apoderamiento el alicantino Manuel Carrillo hasta el día de hoy.